# Peter Billingsley
Peter Billingsley (Nova Iorque, 16 de abril de 1971), também conhecido como Peter Michaelsen ou Peter Billingsley-Michaelsen, é um ator, diretor e produtor americano, mais conhecido por interpretar Ralphi no filme de 1983, Uma História de Natal, A Moto Mágica em 1985 e pelo personagem Messy Marvin nos comerciais de xarope de chocolate da Hershey na década de 1970. Ele começou sua carreira quando era criança em comerciais de televisão.

## Na infância
Peter nasceu na cidade de Nova Iorque em 1971. Seu pai, Alwin Michaelsen, é um consultor financeiro e sua mãe, Gail, já foi secretária de seu pai. Gail é a sobrinha do proprietário do Stork Club, Sherman Billingsley, e seu primo, Glenn Billingsley, foi casado com a atriz Barbara Billingsley, que usou seu nome de casada para atuar mesmo após o divórcio. Gail foi quem inicialmente levou as crianças ao redor para as audições.
Todos os cinco filhos na família tinham carreiras de atuação quando eram jovens. Os irmãos mais velhos de Billingsley, Dina e Win, tiveram as carreiras brevíssimas, trabalhando principalmente em comerciais e sendo convidados para breves participações em programas de televisão. A irmã mais velha de Peter, Melissa, pode ser a mais conhecida por seu papel como Maxx Davis em Me and Maxx. O irmão mais velho de Peter, Neil, começou a tocar Danny Walton na novela Search for Tomorrow em 1975 e já foi convidado para fazer vários papéis em comerciais e em séries de TV. Após sua carreira de ator, Neil trabalha com finanças em Nova Iorque.